# Klasické zahrady v Su-čou
Klasické zahrady v Su-čou je skupina devíti zahrad v městské prefektuře Su-čou, v provincii Ťiang-su, která je uvedena na Seznamu světového dědictví UNESCO.

## Historie
Během téměř tisíce let, kdy tyto zahrady vznikaly, tedy od doby Severní dynastie Sung v 11. století až po pozdní dynastii Čching v 19. století, bylo v zahradách v Su-čou vytvořeno mnoho z klíčových prvků klasických čínských zahrad - napodobení přírodních scenérií skal, kopců a vodních toků se strategicky umístěnými pavilóny a pagodami.

## Charakteristika
Elegantní estetika a jemnost těchto zahrad, které vybudovali často učenci, jejich delikátní styl a vlastnosti byly často imitovány na zahradách v ostatních částech Číny včetně řady zahrad císařských. Dle organizace UNESCO zahrady v Su-čou "reprezentují vývoj čínské zahradní architektury za dobu více než 2000 let" a jsou "nejčistší formou" zahradního umění.
Největší rozvoj těchto soukromých zahrad byl v době od střední dynastii Ming až po ranou dynastii Čching, kdy jich zde vzniklo zhruba 200. Dnes je v Su-čou zachováno 69 zahrad, které jsou všechny chráněny jako "Národní památky". V letech 1997 a 2000 bylo osm z nejlepších zahrad v Su-čou společně s jednou v blízkém starověkém městě Tongli vybráno organizací UNESCO jako památky Světového dědictví.

## Zahrady
| Obrázek | Jméno                                                                | Datum zápisu |
| ------- | -------------------------------------------------------------------- | ------------ |
|         | Zahrada pokorného služebníka státu (拙政园/拙政園; Zhuōzhèng Yuán)   | 1997         |
|         | Zahrada otálení (留园/留園; Liú Yuán)                                | 1997         |
|         | Zahrada Mistra rybářských sítí (网师园/網師園; Wǎngshī Yuán)         | 1997         |
|         | Horská vila objímající krásy (环秀山庄/環秀山莊; Huánxiù Shānzhuāng) | 1997         |
|         | Zahrada soukromí manželů (耦园/耦園; Ŏu Yuán)                        | 2000         |
|         | Zahrada šlechtění mysli (艺圃/藝圃; Yì Pǔ)                           | 2000         |
|         | Pavilón modré vlny (沧浪亭/滄浪亭; Cāng Làng Tíng)                   | 2000         |
|         | Zahrada lvího hájku (狮子林园/獅子林園; Shī Zǐ Lín Yuán)             | 2000         |
|         | Zahrada zátiší a odrazu ve vodě (退思园/退思園; Tuìsī Yuán)          | 2000         |